# Analóg elektromechanikus műszerek

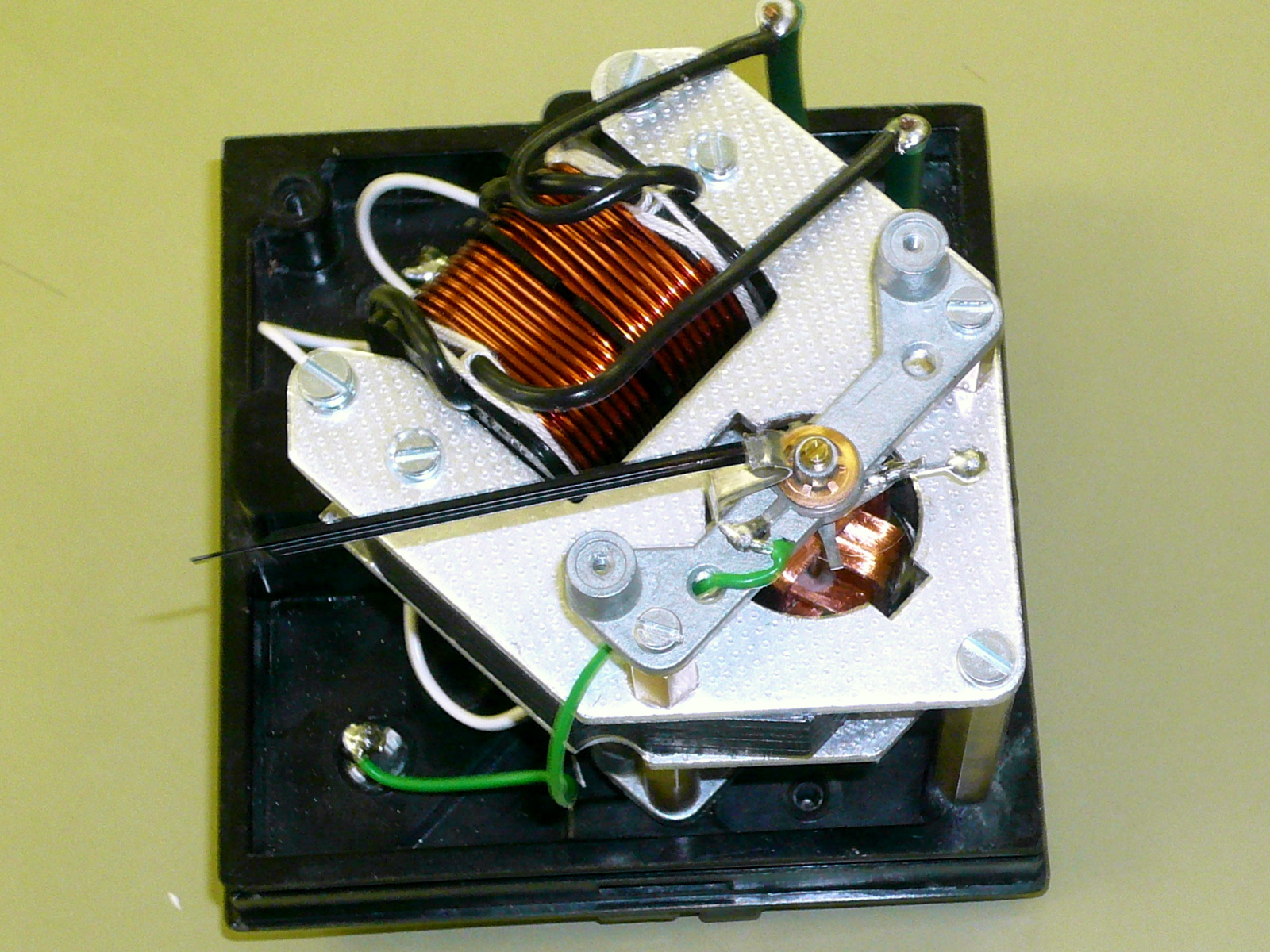
Ferrodinamikus kereszttekercses műszer

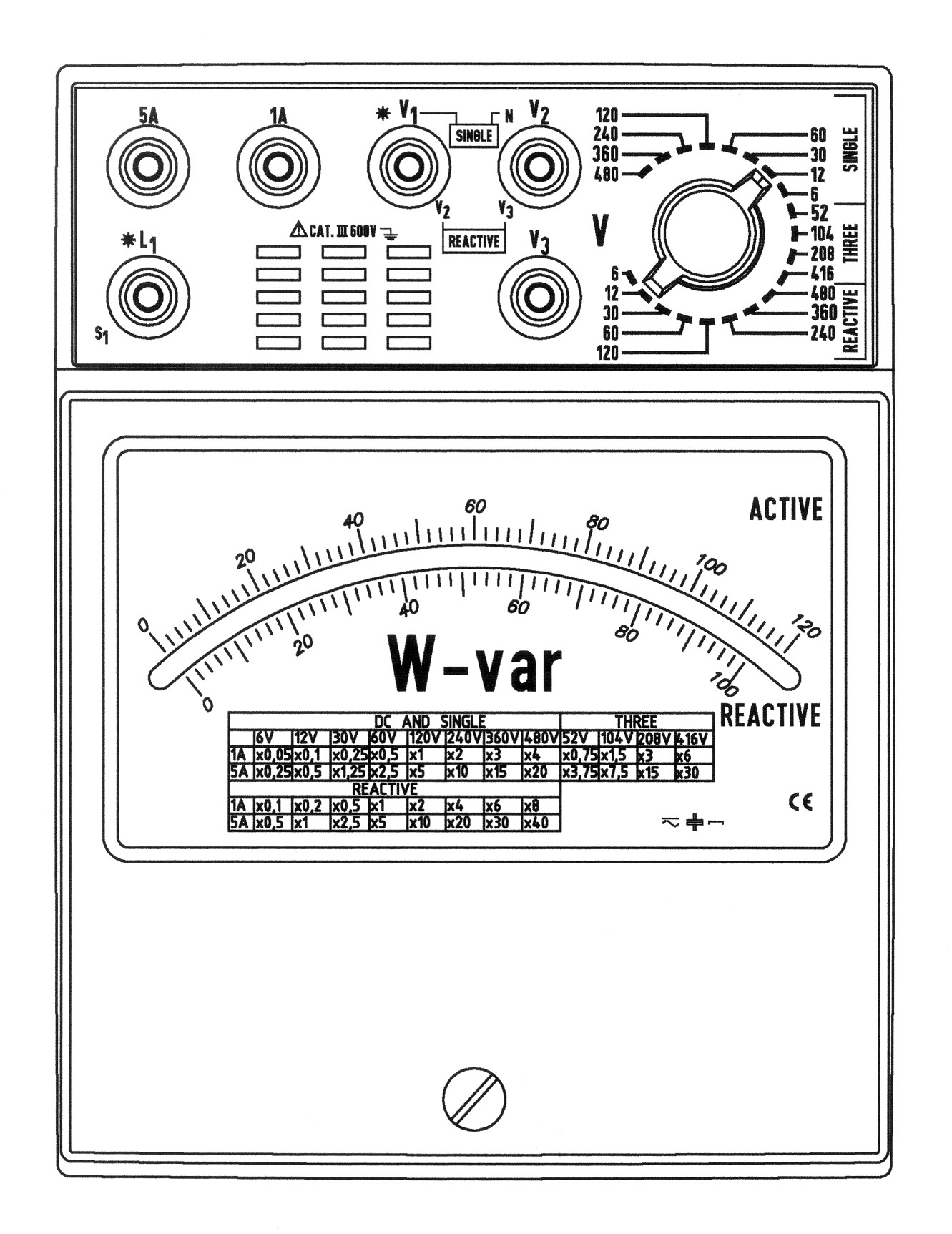
Elektrodinamikus multiméter

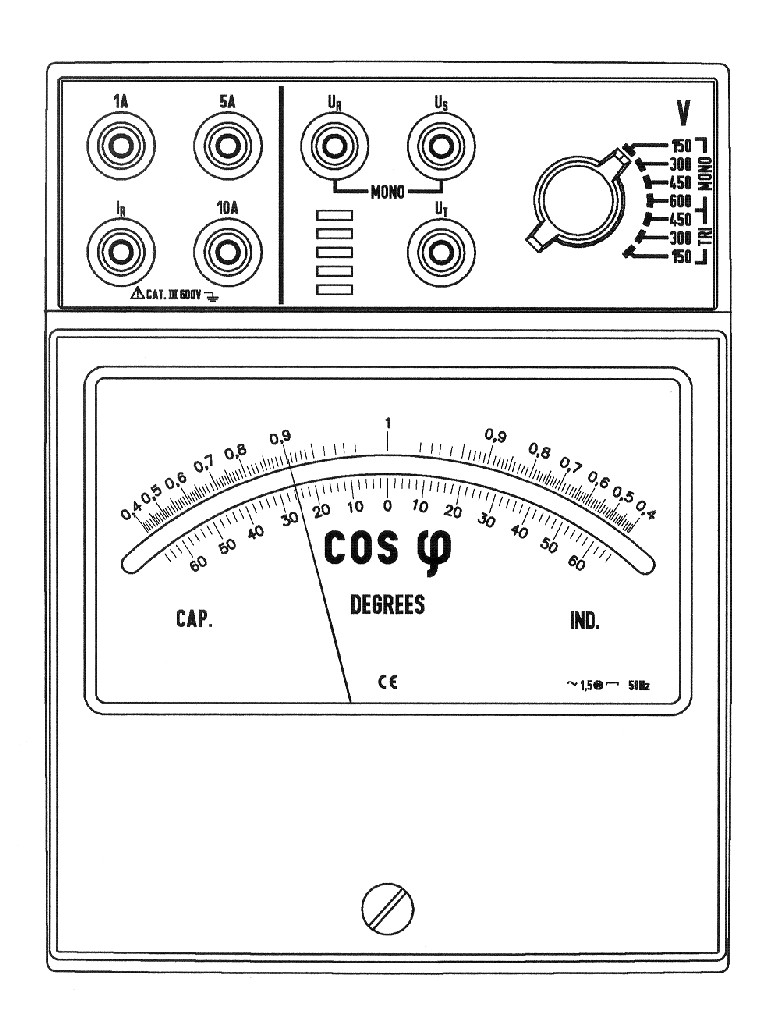
Ferrodinamikus hányadosmérő

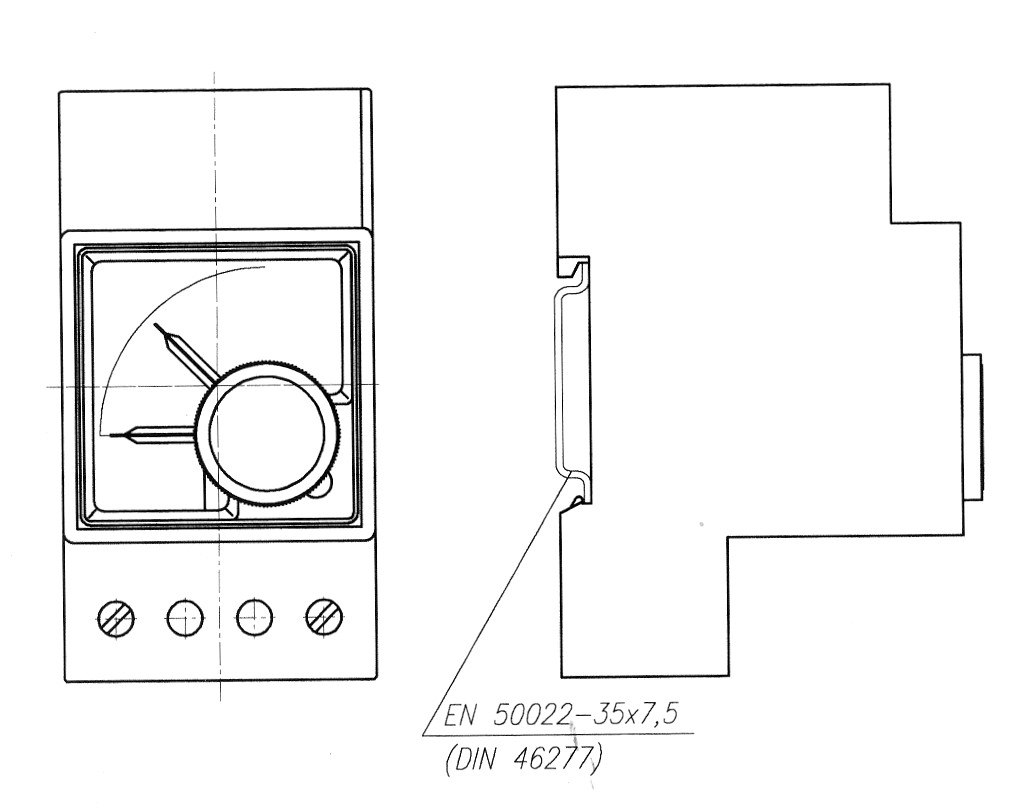
Sínre szerelhető műszer

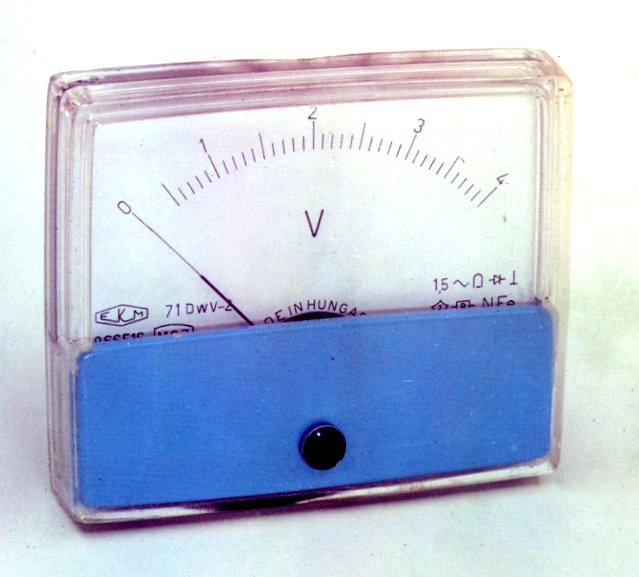
Készülékbe építhető műszer

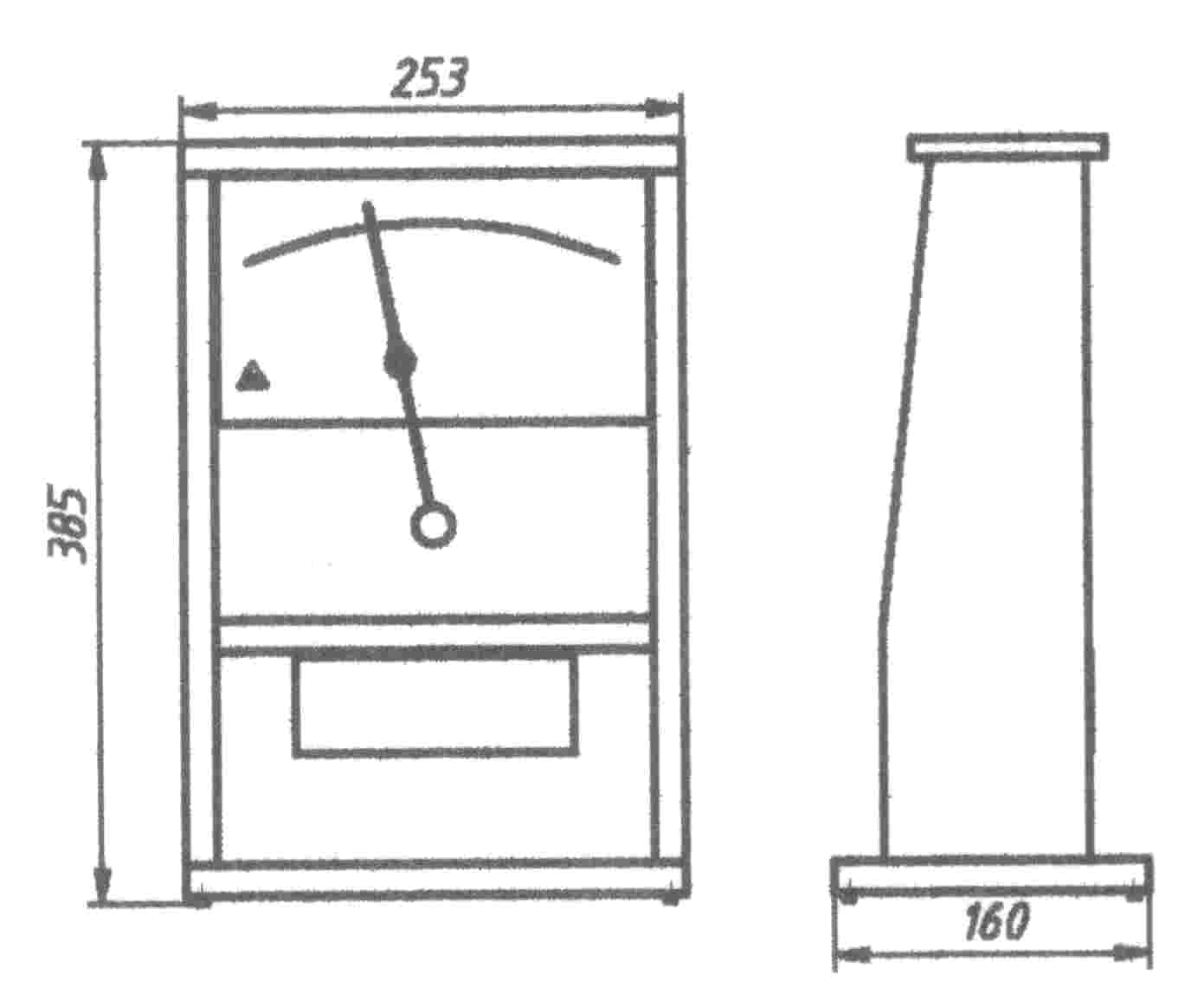
Oktatási műszer

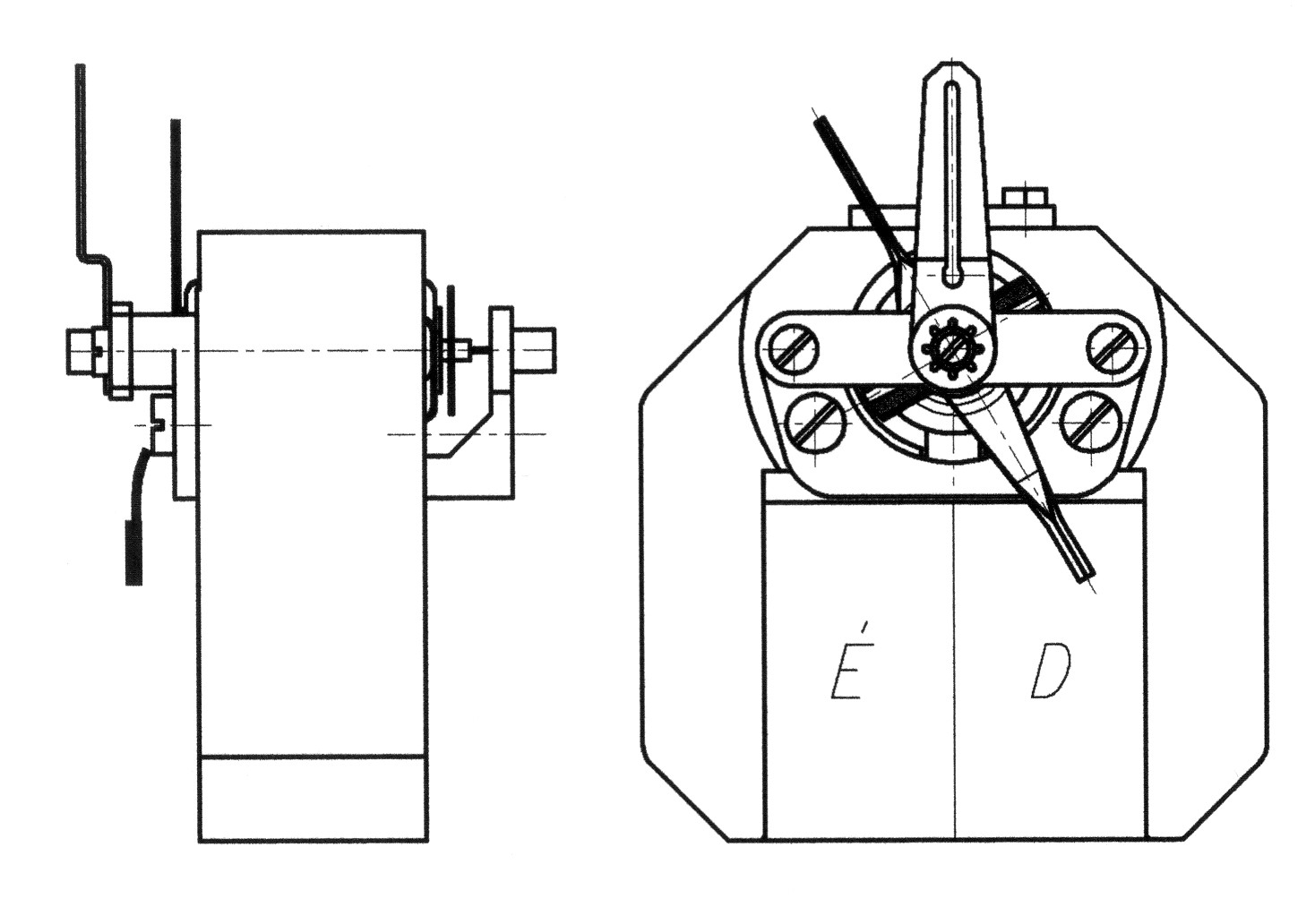
Lengőtekercses műszer külső mágneskörrel

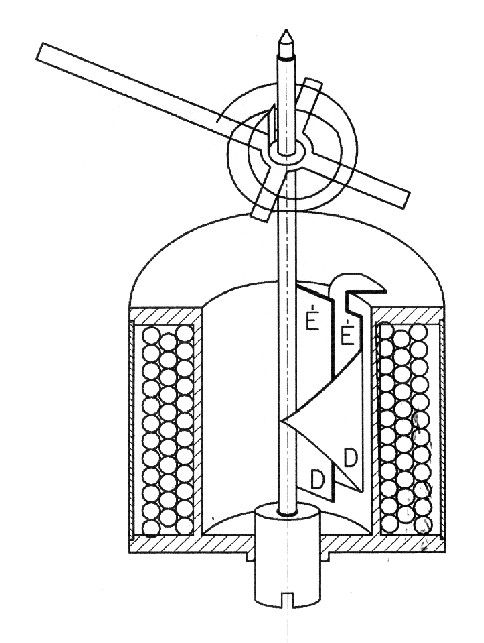
Lágyvasas műszer működési elve

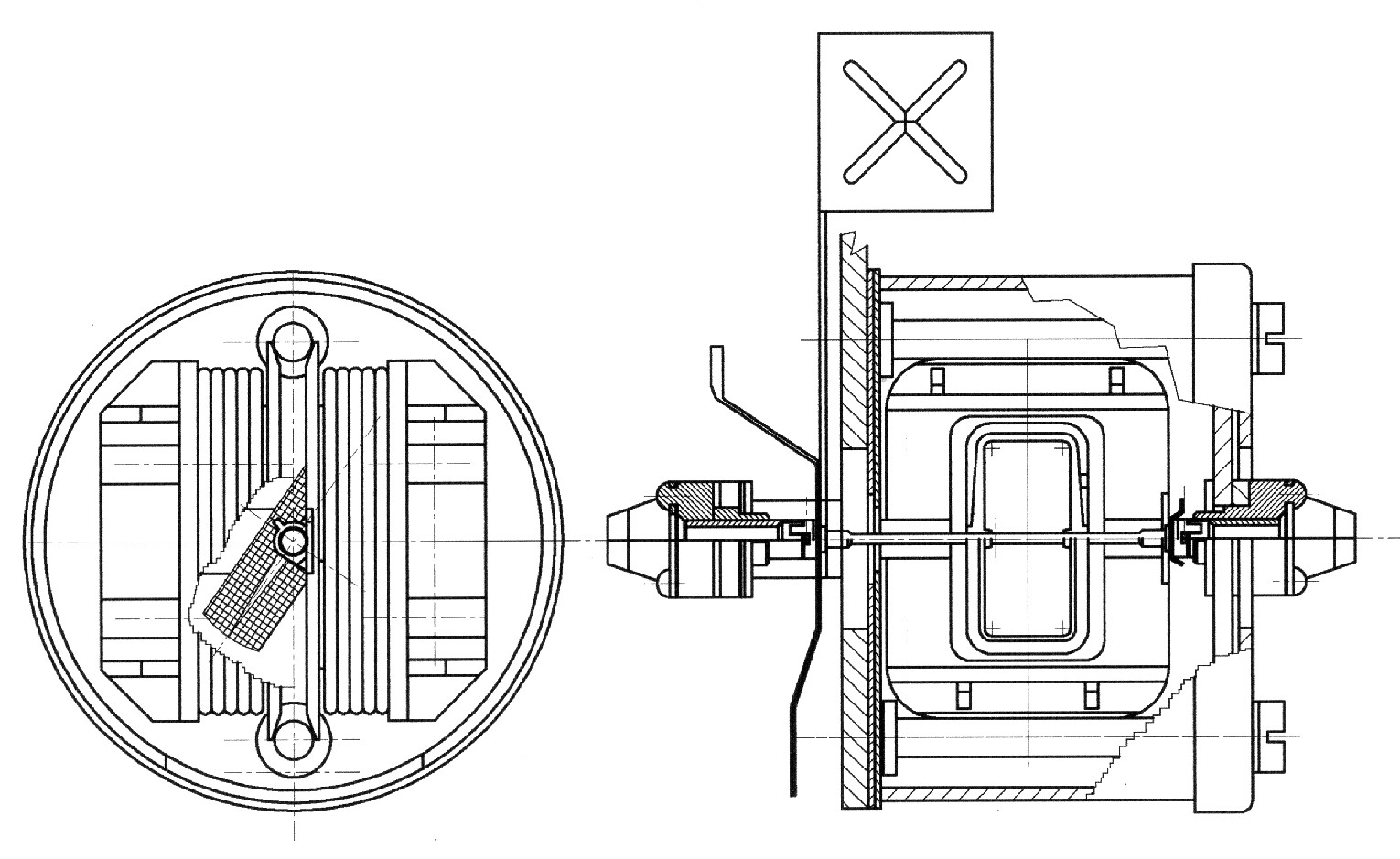
Feszítettszálas elektrodinamikus mérőmű

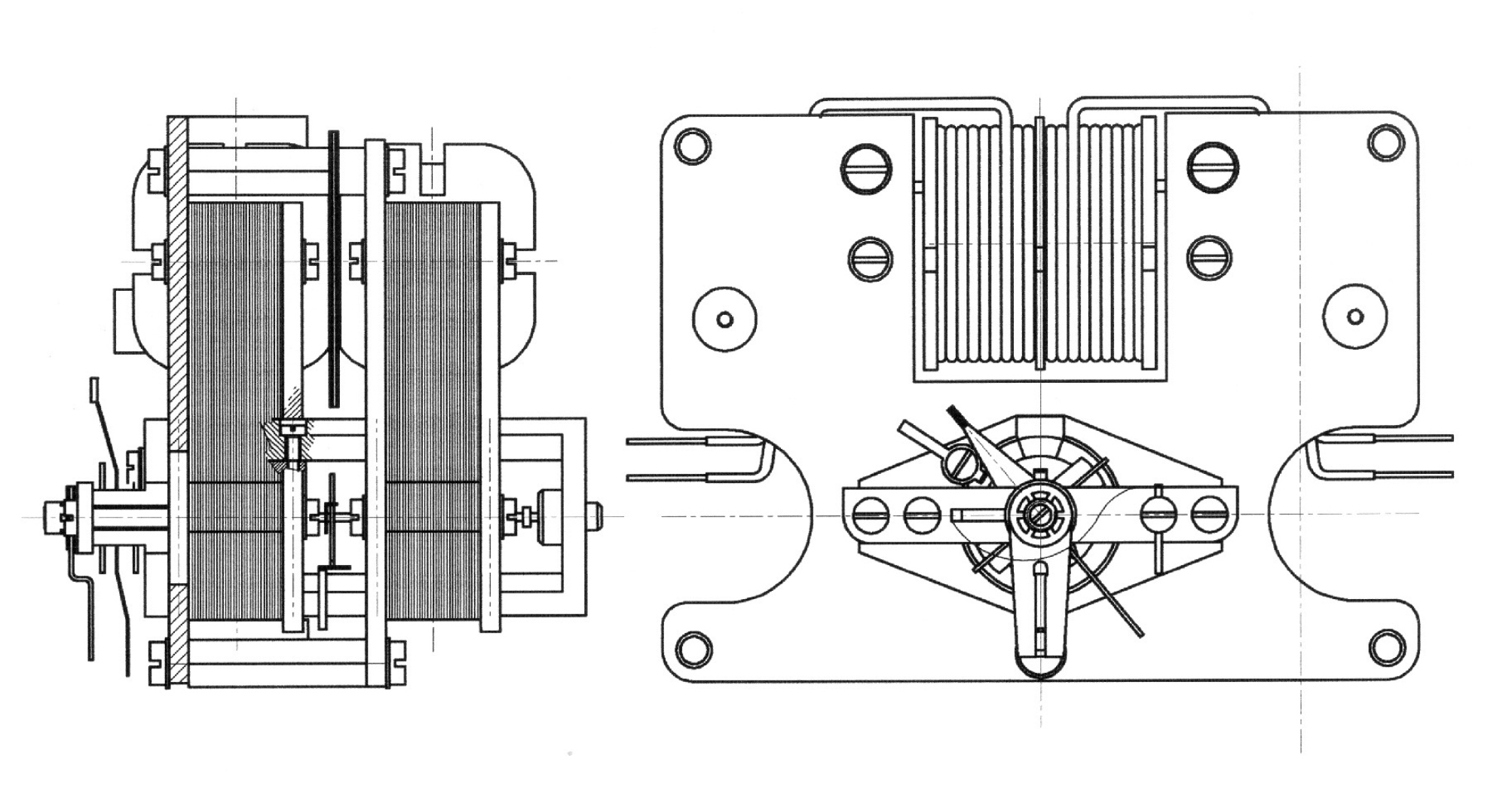
Kétrendszerű ferrodinamikus mérőmű

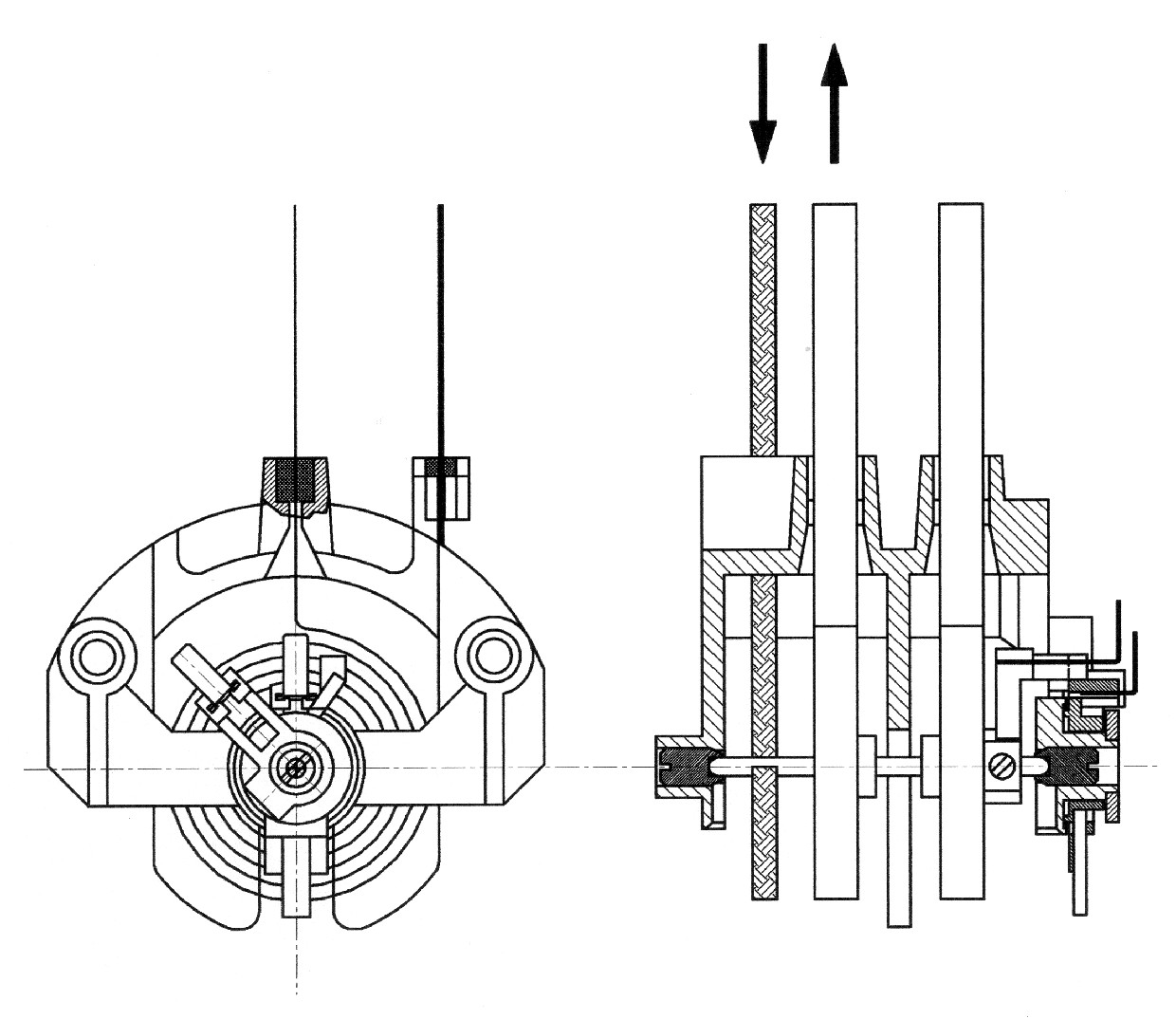
Ikerfémes mérőmű

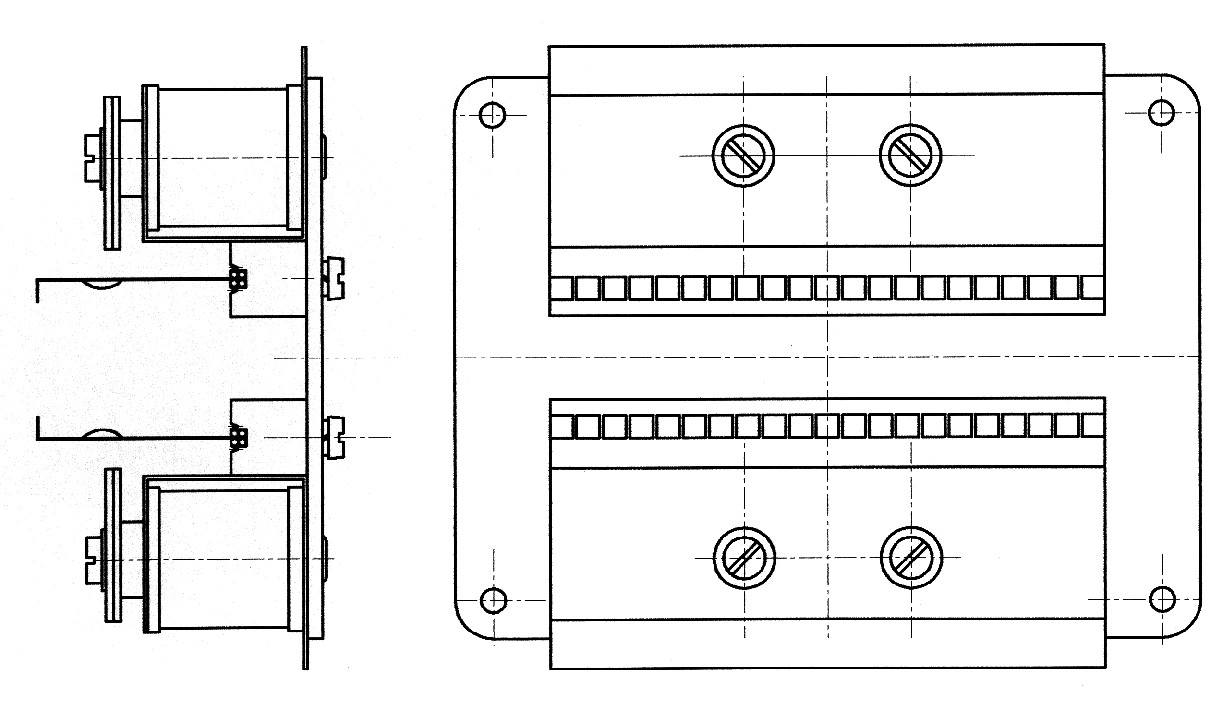
Kettős vibrációs mérőmű

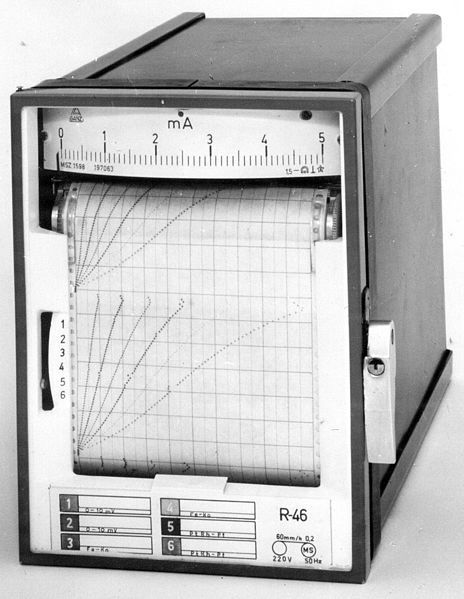
Pontíró műszer hat mérőhellyel

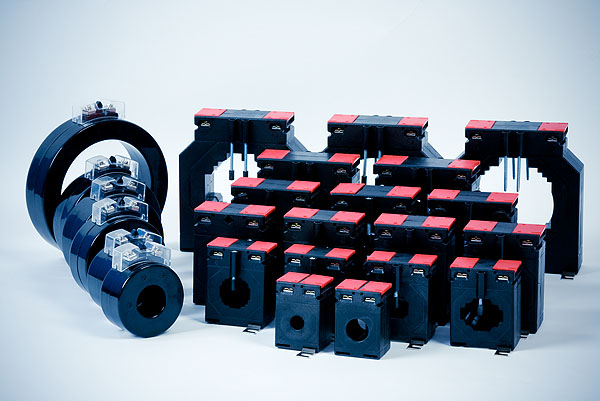
Áramváltók

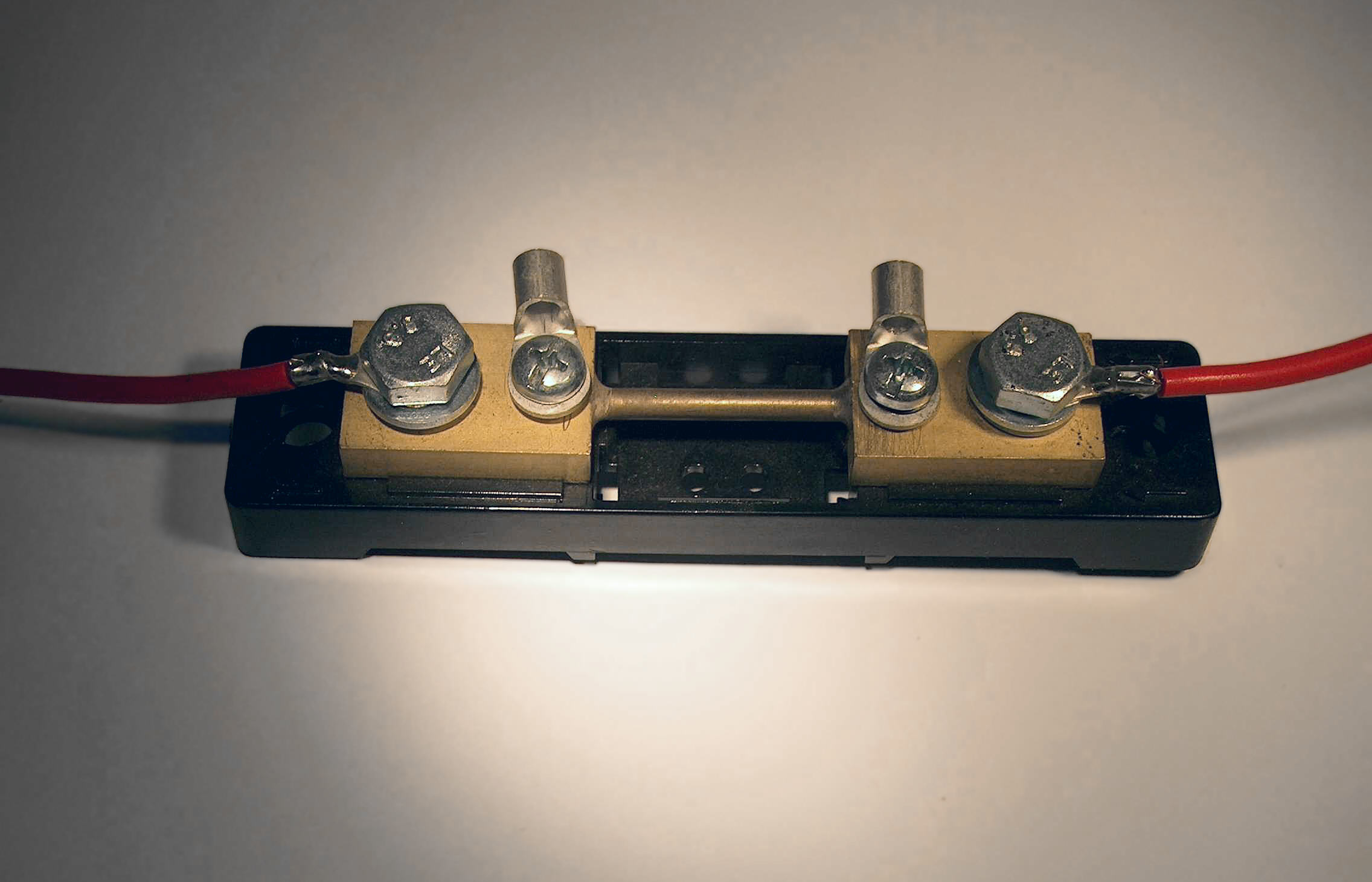
Sönt ellenállás 50A/60mV

Működési helyzet jelölése:
1 – függőleges,
2 – fekvő,
3 – döntött

Az elektromosság terjedésével megjelent az igény a különböző elektromos mennyiségek (áram, feszültség, frekvencia, munka, teljesítmény stb.) mérésére, illetve nem elektromos mennyiségek (nyomás, hőmérséklet, fordulatszám, folyadékoszlop-magasság stb.) átalakított jeleinek kijelzésére. A megfelelő készülékek kialakításánál a mérendő mennyiséget és még más igényeket is figyelembe kellett venni, többféle készülék is elterjedt a különböző elektromos mennyiségek kijelzésére. Árfekvésüknél, egyszerűségüknél, vizualitásuknál fogva az analóg elektromechanikus műszerek különösen alkalmasnak bizonyultak ezekre a feladatokra.

## Történeti áttekintés
A statikus elektromosság jelenségét ugyan már az ókori görögök is ismerték, de az elektromosság kutatásának és felhasználásának ideje csak sokkal később, a tizennyolcadik században következett el. Benjamin Franklin híres kísérlete, amelynek során viharban sárkányt reptetett és a villámlás elektromos töltését vizsgálta volna, felvetette a gondolatot, miszerint a dörzsölt állati szőrme által keltett statikus szikrázás és a villámlás kisülése ugyanannak a dolognak két különböző megnyilvánulása. Ez ösztönzőleg hatott a kor tudósaira, és az egyre sokasodó felfedezések további munkára ösztökélték a többi kutatót is. Munkájuk megvetette az elektromosság vizsgálatának és felhasználásának alapjait. E tudósok között voltak Luigi Galvani (1737–1798), Alessandro Volta (1745–1827), Michael Faraday (1791–1867), André-Marie Ampère (1775–1836), Hans Christian Ørsted (1777–1851), és Georg Simon Ohm (1789–1854). A késői 19. század és a 20. század eleje a mérnöki tudomány olyan jelentős alakjait vonultatta fel, mint Nikola Tesla, Samuel Morse, Galileo Ferraris, Antonio Meucci, Thomas Alva Edison, George Westinghouse, Ernst Werner von Siemens, Charles Steinmetz, és Alexander Graham Bell.
Magyarországon is később világhírnevet szerzett kutatók dolgoztak. A kutatásokra, fejlesztésekre vállalkozások alakultak (Ganz, Tungsram stb.), s olyan tudósok végeztek jelentős kutatásokat, mint Aschner Lipót, Bay Zoltán, Bláthy Ottó Titusz, Déri Miksa, Farbaky István, Gábor Dénes, Hanaman Ferenc, Jedlik Ányos, Jendrassik György, Kandó Kálmán, Károly Iréneusz József, Mándi Andor, Mechwart András, Millner Tivadar, Neustadt Lipót, Puskás Tivadar, Ratkovszky Ferenc, Reich Ernő, Schenek István, Selényi Pál, Stark Lipót, Verebélÿ László, Zipernovszky Ferenc, Zipernowsky Károly, és még sokan mások.
Magyarország a levert szabadságharc után a Habsburg önkényuralmi rendszerrel vívta létharcát. A kapitalista termelési módra való átállás felemás módon valósult meg. Amíg a fejlett tőkés országok a termelés műszerezettségét igényelték, addig a hazai társadalom legfeljebb a nagyipari termelés alapjainak lerakásáig jutott el. Nyugat-Európában ekkorra már levonták a nagy felfedezésekből adódó következtetéseket. Coulomb torziós mérlege, Volta és Galvani felfedezései az áramkörről, a feszültségről és potenciálkülönbségről, Faraday elmélete az elektromágneses jelenségekről, Ampère első elektromágnese, Cardew hőhuzalos műszere, Edison horganyvoltmérője, Schweigger galvanométere, Lord Kelvin (W. Thomson) árammérlege és feszültségmérlege,
Galileo Ferraris forgó mágneses tér felfedezése Jacques-Arséne d'Arsonval és Deprez galvanométere, Elihu Thomson dinamometrikus számlálója, stb. megteremtették a termodinamika, a kémia és az elektromosság ipari alkalmazásának feltételeit. A műszerek jelenléte a termelésben néhány évtized alatt általánossá vált. A műszergyártásban az ugrásszerű fejlődést az elektrotechnikai ipar létrejötte tette lehetővé.
A hazai ipar sikereit az 1870-1880-as években világhírű szabadalmak, kiállítási díjak, a fellendülő export stb. jelezték.
Nem kis dicsőség övezi Mechwart András személyét sem aki 1878-ban létrehozta a Ganz elektrotechnikai laboratóriumát. Ekkor került a gyárhoz Zipernowsky, aki átvette az elektromos részleg vezetését. 1885-ben megszületett Déri-Zipernowsky-Bláthy világhírű szabadalma a transzformátor. 1885-ben Bláthy váltóáramú (indukciós) wattmérője, majd továbbfejlesztve 1910-ben Kellner József wattmérője.

## Az ismeretek továbbadása, a szakma oktatása
Az elektromechanikus műszerek három szakma határterületeit fedik le: a finommechanikáét, elektromechanikáét, és az órás szakmáét.
1898-ban Budapesten létrehozták a Magyar Királyi Állami Mechanikai és Órásipari Szakiskolát művezetői feladatok ellátására alkalmas szakemberek képzésére. Az 1899-1900 tanévtől itt már elektrotechnikát is oktattak. 1901-ben készült el az intézmény Tavaszmező utca 15. szám alatti épülete.
A műszeripar igényeihez illeszkedő mérnökképzés megindítása Kolos Richárd professzor (1904–1969) nevéhez fűződik. Kolos Richárd 1949-ben kapott megbízást az első állami villamos mérőműszergyár, az Elektromos Készülékek és Mérőműszerek Gyára (EKM) megszervezésére és műszaki vezetésére. E beosztásban alkalma nyílt közvetlenül érzékelni a szakmához értő, a szakterületen alkotó munkára alkalmas szakemberek hiányát. Javaslatára 1949-ben létrehozták az Állami Műszaki Főiskolán a Műszertagozatot, amelynek 1951–1953-ig vezetője volt. Ezen az esti tagozaton indult meg a műszerszakos képzés, majd a Budapesti Műszaki Egyetemen folytatódott, majd 1951-ben az Állami Műszaki Főiskola a Budapesti Műszaki Egyetem esti tagozatává vált. A műszerszakos mérnökök nappali képzése az 1952–1953-as tanévben indult meg az 1949-ben alakult Villamosmérnöki Kar keretében.
Itt a Budapesti Műszaki Egyetem Villamosmérnöki karán a Műszer és Finommechanikai tanszékén képezték ki azokat a mérnököket, akik a fejlesztésben, az ismeretek átadásában közreműködtek, a tudás átörökítését biztosították.
Itt olyan jeles oktatók tanították ezt a szakmát, mint:
- Kovács Károly Pál
- Kolos Richárd
- Csáki Frigyes
- Frigyes Andor
- Schnell László
- Zoltán István
- Benkő Tibor
- Takács Menyhért
- Kirchner István

Beindult a technikumi-, és a szakmunkás képzés. Ilyen képzés folyt például a Bagi Ilona-, Latinka Sándor Szakközépiskolákban, MÜM 14-ben. Lényegében az analóg műszerekről nem sok helyen történt célra orientált tanítás, vagy csak felszínesen érintették a legfontosabb tudnivalókat, ami nem is csodálható, hiszen az analóg műszerek csak egy szűk területe a műszeriparnak. A gyárakba kihelyezett esti oktatásban kísérelték meg például az elektroműszerész szakmát az adott gyár igényéhez, specialitásához igazítani. Emellett a gyárak átvállalták a gyakorlati képzést az iskoláktól a szakmunkásképzés keretein belül.
Ugyanígy megemlíthető az esti- és levelező képzésben működő 4. számú Optikai és Műszeripari Technikum, mely a Gamma, Magyar Optikai Művek szakmai utánpótlásának hátterét igyekezett biztosítani. Jelentősek volt még az akkor létező Szakma Ifjú Mestere tanfolyamok is, ahol a képzett dolgozók igyekeztek átadni ismereteiket az effektív munkát végzőknek.
A mérőműszerek készítése nagy kézügyességet, nagy tapasztalatot, nagy időráfordítást igényelt. Ezzel sok vállalat nem tudott lépést tartani. Két út volt lehetséges. Az egyik a tipizált alkatrészekkel végzett gépi szerelés, ahol a gép biztosítja a precizítást, kezelése egyszerű, nem igényel kvalifikált szakmunkát.
A másik, hogy tipizált alkatrészekkel összeszerelt kész mérőműveket bérmunkában gyártatnak külső cégekkel.
A szakemberképzés iránya megváltozott. A kor technikájának megfelelően előtérbe került az elektronikai-, automatizálási-, digitális-, folyamatszervezési képzés, másfelől a diákok érdeklődése is más irányt vett.

## A mérés fogalma
Egy fizikai jelenség akkor nevezhető mennyiségnek, ha észszerűen mértékegység rendelhető hozzá. Ebben az esetben meghatározható, hogy a – most már mennyiségnek tekintett – fizikai jelenség hányszor nagyobb, mint a neki tulajdonított mértékegység; az erre irányuló egész tevékenységet nevezik mérésnek. Megfelelő átalakítókkal nem villamos mennyiségek is mérhetőek villamos elven működő műszerekkel. Az analóg műszerek a mért mennyiséggel arányos kitérést mutatnak. A digitális műszerek nagyobb pontossággal és kisebb fogyasztással mérnek. Egy időben készítettek analóg-digitális kijelzésű műszereket is. A gyárilag többfunkciós műszerekre a multiméter elnevezést használják.

## Analóg műszerek fajtái a felhasználás módja szerint

### Kapcsolótáblába és vezérlőpultba építhető műszerek
Külső kontúrméretei szabványosított méretsorozatból, a 24-36-48-72-96-144-192-288 mm-es méretek kombinációiból kerülnek ki, így például 24x48, 48×48, 48×96, 24×96, 72×144, 288x288 mm-es méretűek. Ez lehetővé teszi, hogy a műszereket közvetlenül egymás mellé építve teljes lefedettséget adjanak. Ezek a műszerek a távoli leolvasás megkönnyítésére vastagított, ritka osztásvonalakkal, nagy méretű számozással és vastag mutatóval készülnek.

### Szabványos sínre szerelhető műszerek
Kialakításukat tekintve megegyeznek a kapcsolótáblába építhető műszerekkel, de a szabványos sínre pattinthatóak, és a műszerbemenetek a műszer homloklapja felől szerelhetőek.

### Készülékbe, berendezésekbe építhető műszerek
Kontúrméreteit a gyártó határozza meg, az elérendő célnak megfelelően. Ezek a műszerek általában finom osztásvonalakkal, az osztások vastagságához illeszkedő mutatóvastagsággal készülnek. Egyes esetekben a skála tüköralátéttel is el van látva.

### Hordozható kivitelű műszerek
Eltérően az előző fajtáktól, ezeket nem építik be. Kialakításukat tekintve általában több méréshatárra készülnek. Pontosságuk általában nagyobb. Finom osztásvonalakkal, sűrű skálavonalazással készülnek, a pontosabb leolvasás elérése érdekében.

### Oktatási szemléltető műszerek
A távoli leolvasás biztosítására nagy méretű vonalazással készült skálával vannak ellátva, és mutatójuk feltűnően nagy. A műszerek kialakítása olyan, hogy az oktató a műszer hátulja felől is lássa a mutató helyzetét. Ezeknél műszereknél a nagy méret, távolról való leolvashatóság fontosabb, mint a pontosság.

## A legelterjedtebb analóg műszerek
Használatuk a digitális technika, miniatürizálás és távérzékelés előretörésével mindinkább háttérbe szorul.

### Lengőtekercses
Elsősorban nagyon kicsi egyenáramok (25 µA-tól), illetve nagyon kicsi egyenfeszültségek (30 mV-tól) mérésére használják a lengőtekercses műszert. A műszer elnevezése nem pontos, hiszen más műszerekben is található lengőtekercs, de a köztudatban így ismeretes. Másik elnevezése: Deprez-műszer.

### Lágyvasas
A legeltejedtebb műszertípus a lágyvasas műszer. Elsősorban nagy áramok közvetlen mérésére használják, akár 100 A is közvetlenül mérhető velük. Ezen túlmenően egyenáram és váltakozó áram mérésére egyaránt használható, és alkalmassá tehető egyenfeszültség és váltakozó feszültség mérésére is, előtét-ellenállás beépítésével. Előnye még, hogy nem állandó értékek, valamint torzított jelalak esetén effektív (RMS) értéket mér. Egyszerű a szerkezete és viszonylag alacsony az előállítási költsége.

#### Elektrodinamikus
Az elektrodinamikus műszerek korábban feszültség- és árammérésre is készültek. Ezeket a műszereket teljesen kiszorította a lágyvasas műszer. Az elektrodinamikus műszerek működési elvükből kifolyólag kiválóan használhatóak villamos teljesítmény mérésére.

### Ferrodinamikus
A ferrodinamikus műszerek működési elvükben megegyeznek az elektrodinamikus műszerekkel. A különbség, hogy a mérőműben vasat helyeznek el, hogy nagyobb nyomatékkal rendelkezzen. A ferrodinamikus műszer úgy fogható fel, mint egy lengőtekercses műszer, azzal a különbséggel, hogy állandó mágnes helyett elektromágnes biztosítja a gerjesztést.

### Hányadosmérő
A hányadosmérő műszerek egyidejűleg két villamos mennyiséget érzékelnek, és azok hányadosát mérik. A két mennyiség a mérőművön belül egymás ellen fejt ki mechanikai hatást (pl. nyomatékot). Készülhetnek lengőtekercses műszerként, elektrodinamikus, ferrodinamikus kereszttekercses kivitelben is.

### Ikerfémes
Ikerfémes műszer két egymáshoz rögzített, de különféle hőtágulású anyagból készült ikerszalagnak az átfolyó áram által okozott felmelegedéséből következő, eltérő deformációját hasznosítja. Jellemzője a nagy hőtehetetlenség, így mindig az időállandójának megfelelő utolsó időszak átlagértéket mutatja.

### Vibrációs
A vibrációs műszer olyan mérőelemekkel működik, melyek mechanikai rezgésekre képesek, és melyeknek mint rezgő testeknek a mechanikai önlengési száma a mérendő váltakozó áram frekvenciájához vagy annak kétszereséhez közel esik. Az a lemez fogja a legnagyobb kilengést végezni, melynek önlengési száma megegyezik a gerjesztő feszültség frekvenciájával.

### Lassanrajzoló
A lassanrajzoló műszerek, regiszterek feladata, hogy a mérés alá vont villamos mennyiség (vagy villamos jellé átalakított nem villamos mennyiség) viszonylag lassú időbeli változását rögzítsék. Kivitelét tekintve lehet vonalíró vagy pontíró. Előbbi folyamatos vonallal rajzolja a mért érték változását, utóbbi pedig meghatározott időközönként, akár több mérőhelyről vett mért értéket pont alakjában rajzol meg; ezek a pontok a mintavételezésnek megfelelően különféle színű, görbeszerű regisztrátumot eredményeznek.

### Indukciós
Az indukciós műszer váltakozó mágneses fluxusoknak és az általuk indukált örvényáramoknak mechanikai egymásra hatásán alapul. Működhet nyugvó egyensúlyban (mutatós műszer) és forgó egyensúlyban is (integráló műszer). Utóbbiak közé tartozik az indukciós fogyasztásmérő. Az indukciós műszer által létrehozott forgó mágneses tér a vezető anyagból készített, jól kiegyensúlyozott forgórészben feszültséget (és így áramot) indukál, melyre érvényes Lenz törvénye, és így a mágneses térrel együtt forog, vagy nyomaték ellenében kitér.

### Elektrosztatikus

Elektrosztatikus voltmérő működési elve

Az elektrosztatikus műszer, más néven elektrometrikus műszer mérőelemei fémfelületek, amelyek között feszültség működik, ennek hatására villamosan töltődnek. A villamos töltések miatt erők hatnak, amitől az elmozduló mérőelemek elmozdulnak, többnyire kiváltva valamilyen ellenhatást. A legrégibb és legegyszerűbb elektrosztatikus műszer az elektroszkóp.

### Lengőmágneses
A lengőmágneses műszerek első mintájának az iránytű tekinthető. A függőleges tengely körül elforduló iránytű (mágnes) beáll a mágneses észak–déli irányba (a földi mágneses meridiánban igyekszik elhelyezkedni.) Az iránytű mellé egy kör alakú tekercset helyeznek, melyen Imérendő nagyságú egyenáram folyik, és ennek a tekercsnek a középsíkja a mágneses észak–déli irányban van, az iránytű forgási tengelyétől D távolságra. A tekercs geometriai tengelye áthalad a tű forgási tengelyén, gerjesztésének iránya (középsíkjára merőlegesen) kelet–nyugati. A tű pólusaira kétféle térerősség: a Hf földi horizontális és az I árammal gerjesztett HI térerősség eredője hat. A tű a két mágneses térerő vektoriális eredőjének irányába áll, miközben α szöggel tér ki a mágneses meridiánból. Az áram irányát megfordítva a kitérés pontosan azonos, ha a tekercs síkja pontosan a mágneses meridiánban van, geometriai tengelye pedig metszi a tű forgási tengelyét. Külső mágneses terek a tű kitérését befolyásolják, és mivel az iránytű lengése alig van csillapítva, a kitérés megfigyelése még tükrös leolvasásban is nehéz.

## A méréshatárok kiterjesztése
A műszerek viszonylag alacsony áramok mérésére alkalmasak. Hálózati körülmények között szükség lehet a nagyobb méréshatárokra. Mivel a műszerek mind feszültséget mérnek, szükséges a feszültséget mutató műszerek készítése is. Magasfeszültségű hálózatoknál a műszereket galvanikusan le kell választani a nagyfeszültségű részekről.

### Mérőtranszformátorok
Nagy váltakozó áramokat, vagy ha a hálózatról galvanikusan le akarják választani a műszereket, áramváltó (árammérő transzformátor) közvetítésével mérnek. Az áramváltó primer tekercse viszi a mérendő áramot, szekunder tekercsét a mérőműszer zárja rövidre. Így a műszer a nagyfeszültségű hálózatról leválik, és a szekunder körbe szabványos 1 A vagy 5 A méréshatárú műszert építhetnek be.
Nagy váltakozó áramú feszültségek mérésénél a mérőműszerbe nem vezethetjük be közvetlenül a mérendő feszültséget. Magasfeszültségű hálózatoknál (vagy ha a hálózatról galvanikusan le akarják választani a műszereket) feszültségváltó közvetítésével mérnek. A feszültségváltó lényegében egy üresen járó transzformátorként fogható fel. A feszültségváltók szekunder feszültsége szabványos. Szokásos értéke X/100 V, X/110 V.

### Előtét- és sönt ellenállások
Lengőtekercses műszer áram méréshatárának kiterjesztése: a műszerrel, párhuzamosan kötnek egy másik ellenállást (sönt ellenállást). Kirchhoff törvénye szerint az egyes ágakon átfolyó áramok erőssége fordítottan arányos az ágak ellenállásával. A sönt anyaga helyesen manganin. A sönt több méréshatárra is készülhet. Ilyen az Ayrton sönt.
Mivel a műszer(ek) áramo(ka)t mér(nek), ha a mért mennyiséget a feszültséggel kell arányossá tenni, akkor előtét-ellenállást használnak. A műszerrel egy akkora ellenállást kötnek sorba, hogy a megadott feszültség hatására végkitérést mutasson. Az előtét-ellenállás lehet osztott kivitelű.
Mind az előtét-, mind a sönt ellenállásnál fontos szempont a jó hőstabilitás, váltakozó áramú méréseknél pedig a kis kapacitás, illetve a kis indukciós tényező.

## Villamos méréstechnika
A felsorolt műszerek mérés végzésére szolgálnak. A mérés megkezdése előtt alapvető fontosságú a méréstechnika elsajátítása. Ennek megismerése nélkülözhetetlen ahhoz, hogy a mérést szakszerűen lehessen elvégezni, másfelől ahhoz, hogy a műszer ne károsodjon.

## Mérési hibák
Minden műszernek vannak olyan hibái, melyek a mérést befolyásolják. Az elfogadható mérési hiba mértékét szabvány határozza meg: Vonatkozó szabványok.

### Kiegyensúlyozási hiba
A műszerek lengőrészének súlyelosztási viszonyai nem egyenlőek. Ez azt eredményezi, hogy a műszer különféle helyzetbe fordítva más-más értékre áll be. Ez a véletlenszerű beállás nem függ a mérendő mennyiségtől, így a mérést meghamisítaná. A műszeren jelölik ugyan a mérés közbeni használati helyzetet, azonban a lengőrész a mérés során különféle szöghelyzetekbe kerülve, a kiegyensúlyozatlanság miatt a mérést meghamisítja. Mechanikai visszatérítő nyomatékkal nem rendelkező műszereknél a kiegyensúlyozást áram alatt kell elvégezni.

### Súrlódási hiba
Csúcscsapágyazású műszereknél, különösen vízszintes tengely mellett fellépő hiba. Azonos értéket alulról és felülről megközelítve a műszer nem ugyanoda áll be, kocogtatásra a hiba megszűnik. (A súrlódás mindig az elmozdulás ellen dolgozik, annak irányától függetlenül.) Okai lehetnek: csapágycsúcs torzult (a polírozott gömbfelület sérült), szennyezett, a csapágyhézag kicsi vagy túl nagy. Nagy csapágyhézag esetében a csúcsok nem a végükön kialakított gömbfelületen, hanem az oldalukon, a nagyobb kúpos felületen fekszenek fel, ami szintén nagyobb súrlódást eredményez.

### Hőmérsékleti hiba
A réz hőfokfüggése +4%/10 ˚C. Ez azt eredményezi, hogy a voltmérő műszer hőmérséklet-változás hatására hamis értéket mutat.
Ha ez a tekercs egy millivolt- vagy voltmérő lengője (vagy gerjesztőcsévéje), a műszer 4%-os hőhibával mér. Ez elkerülhető a műszer hőkompenzációjával, melynek legegyszerűbb módja, amikor a rézből készült taggal egy kis hőfokfüggésű (Tk = max. 100)
előtét-ellenállást kötnek sorba. Így a hőmérséklet-változás hatására megváltozik ugyan a réz alkatrész ellenállása, de az eredő ellenállás változása elfogadható mértékűre csökken (pl. Rréz = 100 Ω, az Re = 300 Ω, Rösszes = 400 Ω. A +10 °C hatására Rréz = 104 Ω, Re = 300 Ω, Rösszes = 404 Ω. A változás +1%).
Árammérő műszereknél ez az ellenállás-változás nem okoz mérési hibát, csak a mért körből felvett teljesítményt növeli meg.

### Frekvenciahiba
Frekvenciahiba csak váltakozó áramú körben használt műszereknél értelmezhető. A műszerek erőátviteli frekvencián üzemelnek, ami általában 50 vagy 60, esetleg 400 Hz. A műszerek áramot mérnek. Ha a műszerben tekercselt alkatrész van, akkor annak az ohmos ellenálláson túlmenően induktív ellenállása is van. Voltmérőknél előtét-ellenállással kielőtétezik a műszert. Az előtét vagy a gerjesztőcséve induktív reaktanciája viszont a frekvenciával változik, így a körben folyó áram is változik. A hiba kiküszöbölhető, ha az előtét-ellenállással akkora kapacitást kötnek párhuzamosan, amellyel az eredő reaktancia a frekvenciával nem – vagy csak kis mértékben – változik.

### Külső mágneses tér által okozott hiba
A külső mágneses tér hatása módosíthatja a lengőrészre ható erőket, illetve a nyomatékokat. A védekezés módja lehet:
- ha a műszereket az ilyen mágneses köröktől távol helyezik el (pl. nagyáramú sínek esetében);
- mágneses árnyékolással (megfelelő, lágy ferromágneses anyagból készült burkolással);
- asztatikus szerkezettel (kettős lengőrésszel úgy, hogy azok kitérítőnyomatéka összegződjék, de zavarónyomatékuknak csak a különbsége érvényesüljön).

### Leolvasási hiba
A mutatott értéket a skálán mindig a skálára merőlegesen kell leolvasni. A hordozható kivitelű, valamint a készülékbe építhető műszerek finom osztásvonalakkal készülnek, ezekhez illeszkedő mutatóvastagsággal. A tüköralátéttel készülő skáláknál a mutatót és tükörképét egymás takarásában nézve elkerülhető a helytelen nézésből adódó parallaxishiba. Az emberi szem véges felbontásából eredő hibák így is megmaradnak. A kapcsolótáblába építhető műszerek a távoli leolvasás miatt durva, vastagított, ritka osztásvonalakkal, nagy méretű számozással és széles (bot) mutatóval készülnek.
A skálaosztásoknál egy osztásvonal 1-2-5, vagy ezek tízes számú többszöröse, illetve hányada. Különösen nagy a tévedés lehetősége azoknál a műszereknél, melyek skáláján egy osztásvonal két egységnek felel meg. Itt könnyen előfordulhat a téves leolvasásból adódó hiba.

### Nem kellő szigetelésből adódó hiba
Az elkészült műszereknél ellenőrizni kell, hogy a külső, megérinthető fémrészek, valamint a bemenetek között a szigetelés megfelelő-e? Ezt 3,3 kVeff szinuszos feszültséggel 1 perc időtartamig kell vizsgálni. Műanyag burkolat esetén a műszert alumíniumfóliába tekerve (nem darabvizsgálattal, hanem a gyártás megkezdése előtti típusvizsgálatnál) szintén ellenőrizni kell. Áram- és feszültségbemenettel, valamint külső tápellátással is rendelkező műszereknél minden egyes bemenetet ellenőrizni kell a többi bemenethez képest is. A műszereknek meg kell felelni az IEC 1010/EN 61010-1 szabványnak. A műszer kategóriaosztályát e szabvány szerint jól láthatóan fel kell tüntetni. (pl. CAT. III. 600 V, ami a földpotenciálhoz viszonyítva értendő).

### Kis nyomatéknál fellépő hiba
Kereszttekercses hányadosmérőknél megállapodás szerint nem működhet semmiféle nyomaték a villamos nyomatékokon kívül. Ezeknél a műszereknél ellenőrzendő, hogy a névleges áram 20%-ánál megfelelő értéket mutatnak-e, valamint a kiegyensúlyozás, súrlódási hiba a megengedett értéken belül marad-e? Ez nem lehet nagyobb, mint az osztálypontosság fele.

## A műszerek legfontosabb jellemzői
- Méréshatár(ok).[ko 1][s 12][z 11] Egy műszernek van egy bemenete, és arra ráadnak valamilyen villamos mennyiséget. (Ez független annak nagyságától) Ha a műszer végkitéréséhez tartozó mennyiség megegyezik a skálára felírt mennyiséggel, tehát nem egy átalakított jel, akkor a skála megegyezik a bemenettel.(pl. 500 V a bemenet, és 500 V a skála) A műszer első 30%-a alatt nem szoktak mérni. Itt a hibája több, mint háromszoros lehet, akár a méréstartomány maximumára, akár a skálahosszra van vonatkoztatva! Akkor olyan méréshatárt kell választani, hogy a várható mért érték a végkitérés előtt, kb. 75-80% körül legyen. Ezért használnak 500 V-os műszert a 400 V-os hálózathoz. A skála nem lehet önhatalmúlag kiválasztott. Azt eldönti a jel forrásának használt eszköz kimenete, amit a vevő hozzá fog rendeni. A vevő meghatározza a műszer inputját, a hozzá tartozó skálát, és a kettő összefüggését. Általában a méréshatár megegyezik a skálával. Ettől eltérő esetben a skálán fel van tüntetve a műszer méréshatára.
  - Nem villamos mennyiséget mutató skálánál a műszer méréshatára.
  - Külön sönthöz készült műszereknél az ezt jelölő jelkép,[j 10] és a műszer névleges feszültsége (pl. 60 mV).
  - Áramváltóhoz használt műszereknél az áramváltó áttétele (pl. 1200/5 A).
  - Feszültségváltóhoz használt műszereknél a feszültségváltó áttétele (pl. 15/0,1 kV).
  - Áram- és feszültségváltóhoz használt műszereknél mindkettő értéke (pl. 1200/5 A 15/0,1 kV).
- Osztálypontosság[ko 2][s 13][z 12]
  - A műszer hibái összességében nem haladhatják meg a megadott értéket, bármely pontján vizsgálva (EN 60051-1-2). Az osztálypontosság megadása többféleképpen történhet:
  - A skálahosszra vonatkoztatva (pl. szigetelésvizsgáló műszer).
  - A teljes mérési tartományra vonatkoztatva (pl. lágyvasas műszer).
  - A mért értékre vonatkoztatva (pl. frekvenciamérő műszer).
  - 90 villamos fokra vonatkoztatva (pl. fázistényező mérő).
- Referenciafeltételek[ko 3]

Azok a körülmények, melyek fennállása esetén a műszer hibái az osztálypontosságon belül maradnak. Így: környezeti hőmérséklet, frekvencia, használati helyzet stb.
- Az állandó túlterhelhetőség mértéke[s 14][z 13]

A névleges áram vagy a feszültség százalékában (pl. Umax=1,2 × UN).
- A műszer fogyasztása[ko 4][s 15][z 14]
  - Voltmérőknél (vagy feszültségágaknál) a mért értékből elvont áram nagysága (pl. 3 mA). Szokás még megadni a bemenő ellenállást, amely az 1 V feszültséghez tartozó érték. Ebből és a névleges feszültség(ek)ből számítható a műszer belső ellenállása.
  - Ampermérőknél (vagy áramágaknál) a hálózatból elvont teljesítmény mértéke (pl. 5 VA).
- Névleges frekvencia

A műszerek általában a referenciaértéken kívül is egy bizonyos határig működőképesek. A névleges frekvenciát a referenciaértékkel együtt szokták meghatározni (pl. 25...40...60...400 Hz), ahol a referenciaérték van aláhúzva, és a két szélső érték a névleges működési tartomány. A névleges működési tartományban a referenciafeltételekhez képest egy további járulékos hiba társul(hat), melynek mértéke nem haladhatja meg az osztálypontosságot.
- Skálaállandó

Középnullás (ahol a mechanikai „0” helyzet a skála közepén helyezkedik el, és ettől pozitív vagy negatív irányba térhet ki) galvanométereknél, valamint több méréshatárú teljesítménymérőknél szokás megadni az adott bemenethez tartozó skálaállandót. Ezt táblázatos formában a skálán helyezik el. Értéke vagy egy szorzószám, vagy az egy osztáshoz tartozó mennyiség értéke (pl. x5 W, vagy 5x10−6 A).
- Használati helyzet

A névleges beépítési vagy használati elrendezés.
- Környezeti hőmérséklet

Általában a szokásos referencia-hőmérséklet 20 °C. Meg lehet még adni a névleges működési hőmérséklet-tartományt, melyen belül a műszer hibája az osztálypontosságon belül marad.
- Védettség

Külön meg szokás adni a működés szempontjából közömbös, és a nem elhanyagolható részek védettségét (pl. mérőmű: IP 50, műszerház: IP 30). A védettség a műszer por-, illetve vízállóságára utaló szám.
- Rázásállóság[ko 6]

A normál, nem kifejezetten rázásálló műszereket 0,25 mm amplitúdójú, 2,5 g maximális gyorsulású, 50 Hz frekvenciájú rázásnak teszik ki 20 perces időtartamig. Ez a műszerben nem okozhat károsodást. (A g értéke Budapesten 9,81 m/s2.) Vasúti, hajó-, munkagép- és egyéb, folyamatos rázásnak kitett műszereknél ennél szigorúbb követelményeknek kell megfelelni. Ezeknél a műszereknél a csapágyazásra használt műszercsúcs nagyobb gömbsugárral kerekített, valamint a belső részek rugalmas felfüggesztésűek. Ezek a műszerek 50 m/s2 gyorsulást képesek elviselni károsodás nélkül.
- Tárolási hőmérséklet

Az a hőmérséklet, amelyet a műszer eredeti csomagolásában károsodás nélkül elvisel.
- Relatív légnedvesség

A légnedvesség megengedett legnagyobb mértékének jelzése a páratartalom százalékában, ami a műszert még nem károsítja.

## Analóg villamos műszerek közös szerkezeti elemei
Az analóg műszerek főbb szerkezeti elemei, mint
a tengely,
a csapágy,
a lengő,
a mutató,
a skála, stb.
hasonlóak vagy megegyeznek. Bár a műszerek fajtáinak kialakítása különböző, célszerű megismerkedni ezen alkatrészek feladatával, kivitelével, hibalehetőségeivel.

## Vonatkozó szabványok
Az Európai Bizottság rendszeresen közzéteszi a harmonizált szabványok listáját. Ilyen közlemény többek között az alábbi is:
- IEC-EN 60051 Közvetlen működésű, analóg értékmutatású, mutatós villamos mérőműszerek és tartozékaik.[16]

- 1. rész: Fogalommeghatározások és minden részre vonatkozó általános követelmények
- 2. rész: Ampermérők és voltmérők
- 3. rész: Wattmérők és varmérők különleges követelményei
- 4. rész: Frekvenciamérők
- 5. rész: Fázismérők, teljesítménytényező-mérők és szinkronoszkópok
- 6. rész: Ohmmérők (impedanciamérők) és vezetőképesség-mérők
- 7. rész: Többcélú műszerek
- 8. rész: Tartozékok
- 9. rész: Ajánlott vizsgálati módszerek

## Kiegészítő információforrások
- A CENELEC szabványokat „honosító” érvényes magyar nemzeti szabványok
- Magyar Szabványügyi Testület ICS szakcsoportba tartozó szabványok listája[halott link]
- A Bizottság közleménye a 73/23/EGK tanácsi irányelv végrehajtása keretében EGT vonatkozású szöveg. (Az irányelvhez harmonizált szabványok címeinek és hivatkozási számainak közzététele). A 73/23/EK irányelvet hatályon kívül helyezte a 2006/95/EK irányelv.
- A Tanács irányelve (1973. február 19.) a meghatározott feszültséghatáron belüli használatra tervezett villamossági berendezésekre vonatkozó tagállami jogszabályok összehangolásáról
- Az Európai Parlament és a Tanács 2006/95/EK irányelve ( 2006. december 12. ) a meghatározott feszültséghatáron belüli használatra tervezett elektromos berendezésekre vonatkozó tagállami jogszabályok összehangolásáról (kodifikált változat)
- A Bizottság közleménye a meghatározott feszültséghatáron belüli használatra tervezett elektromos berendezésekre vonatkozó tagállami jogszabályok összehangolásáról szóló, 1973. február 19-i 73/23/EGK tanácsi irányelv végrehajtása keretében. A 73/23/EK irányelvet hatályon kívül helyezte a 2006/95/EK irányelv.
- Analóg táblaműszerek Archiválva 2010. február 6-i dátummal a Wayback Machine-ben
- Mérés – Pécsi Tudományegyetem Pollack Mihály Műszaki Kar jegyzetei
- Mesure 111 produits disponibles référencés (francia nyelvű)
- SACI Electrical magnitude control and measurement (angol nyelvű)
- Industrial control products (angol nyelvű)
- Products Overview (angol nyelvű)
- Iskra Electrical Measuring Instruments (angol nyelvű)
- Presentation memorandum (cseh nyelvű)[halott link]
- Bharat Electronics & Electricals (angol nyelvű)
- Analog electric measuring device (angol nyelvű)
- Portable Analog Meters (angol nyelvű)
- Electric Meters (angol nyelvű)
- Ganz angol nyelvű termékbemutatás
- K. Edgcumbe, Industrial Electrical Measuring Instruments (1908).
- H. Cobden Turner and E. H. W. Banner, Electrical Measurements in Principle and Practice (1940).
- William D. Cooper, Electronic Instrumentation and Measurement Techniques, 2d ed. (1978).
- Willem D. Hackmann, Eighteenth Century Electrostatic Measuring Devices, Annali dell’Istituto e Museo della Storia della scienza di Firenze 3 (1978): 3–58.
- John T. Stock and Vaughan D. Denys, The Development of Instruments to Measure Electric Current (1983).
- Graeme J. Gooday, The Morals of Energy Metering: Constructing and Deconstructing the Precision of the Victorian Electrical Engineer's Ammeter and Voltmeter, in M. Norton Wise, ed., The Values of Precision (1995): 239–282.
- Joseph F. Keithley, The Story of Electrical and Magnetic Measurement from 500 B.C. to the 1940s (1999).
- John Webster, The Measurement, Instrumentation and Sensors Handbook (1999).
- Paolo Brenni: instruments, electrical measuring - Electrometers, Galvanometers, Industrial Instruments: Ammeters, Voltmeters, and Supply Meters, Industrial Electrical Measuring Instruments (angol nyelven). Science.jrank.org. (Hozzáférés: 2010. február 13.)[halott link]